# Joey Barrington
Joey Barrington (* 18. Januar 1980 in Rio de Janeiro, Brasilien) ist ein ehemaliger englischer Squashspieler.

## Karriere
Joey Barrington begann seine professionelle Karriere im Jahr 2002 und gewann sechs Turniere auf der PSA World Tour. Seine höchste Platzierung in der Weltrangliste erreichte er mit Rang 24 im Januar 2007. Sein Vater Jonah Barrington, gleichzeitig sein Trainer, war ebenfalls als Squashspieler aktiv und erfolgreich. 2008 wurde Joey Barrington erstmals in die englische Nationalmannschaft berufen und vertrat England in vier der insgesamt fünf Begegnungen bei den Mannschaftseuropameisterschaften in Amsterdam. Seine letzte komplette Saison auf der World Tour bestritt er 2011/12. Auf der PSA World Tour 2012/13 bestritt er lediglich noch ein Turnier.
Joey Barrington ist bereits seit einigen Jahren als Live-Kommentator auf der PSA World Tour aktiv. Im März 2014 heiratete er seine Frau Emily. Die beiden wurden am 21. Dezember 2014 Eltern eines Sohnes.

## Erfolge
- Europameister mit der Mannschaft: 2008
- Gewonnene PSA-Titel: 6